# Testaroli

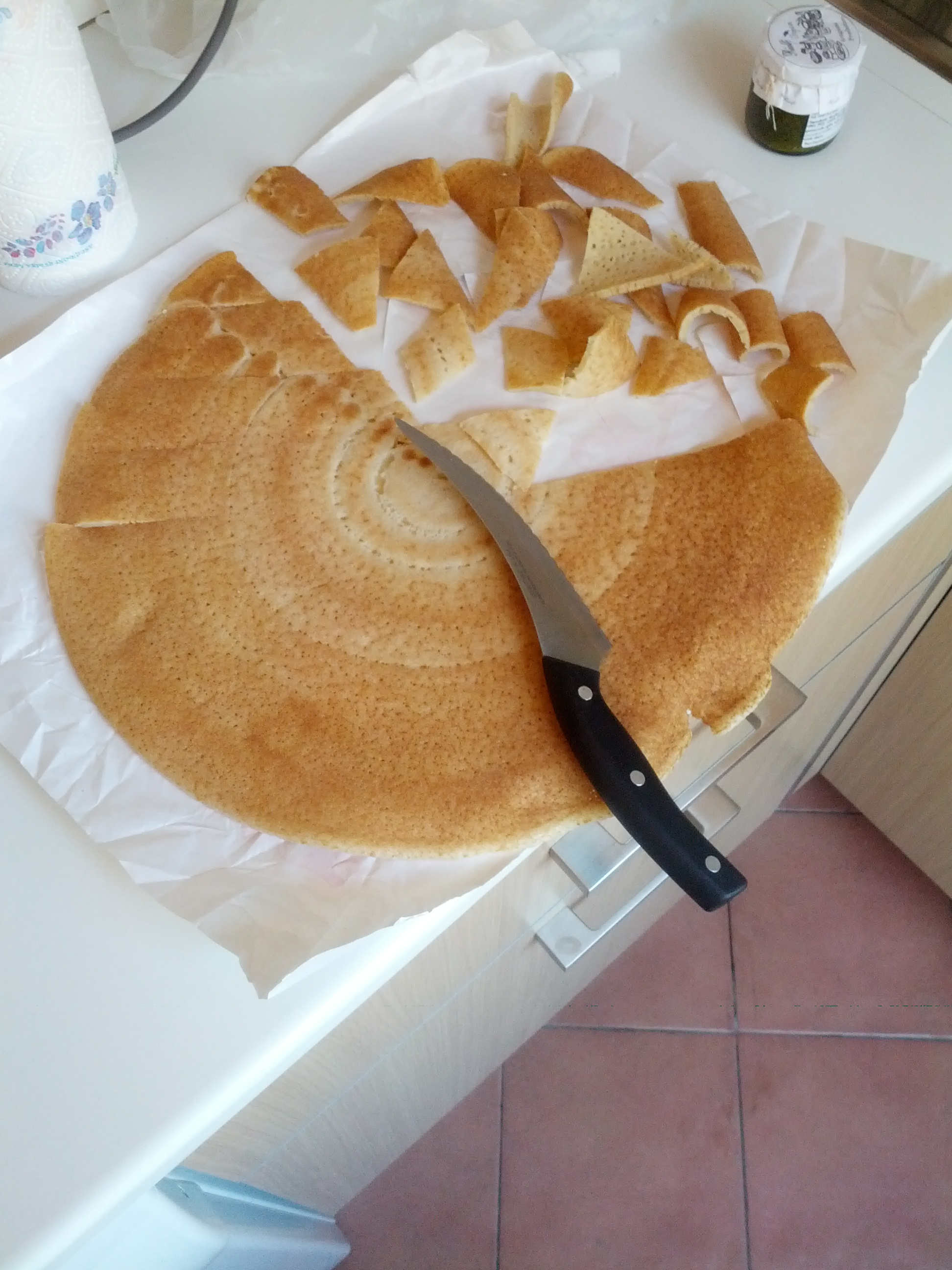
Taglio del testarolo

I testaroli sono un antico primo piatto originario della Lunigiana.
Tipici della Lunigiana e dell'estremo levante ligure, in particolare di Pontremoli, Castagnetoli e Fosdinovo.
Nel complesso panorama gastronomico lunigianese, caratterizzato tradizionalmente da cibi poveri ricavati dalla magra economia locale di stampo prettamente agricolo, il testarolo è stato commercializato nel secondo dopoguerra grazie alla produzione industriale.

## Descrizione
Sono fatti con acqua, farina e sale (anticamente farro) mescolati in una pastella fluida cotta a legna per alcuni minuti a formare una specie di crespella di alcuni millimetri di spessore. La cottura avviene in particolari contenitori chiamati testi, grosse teglie costituite ciascuna da due parti: il "soprano" con funzione di coperchio e il "sottano", nella quale si mettono a cuocere i cibi. Diversamente da altre preparazioni, il testarolo cuoce a contatto con il sottano e irradiato dal "soprano" senza mai essere girato.
L'uso del testo era funzionale alle necessità di un'economia agricola e pastorale che, in lunghi periodi dell'anno, prevedeva il trasferimento di uomini in aree lontane dall'abitazione abituale, per cui pastori e contadini, nella necessità di cuocere il cibo, trasportavano il testo nelle loro residenze provvisorie.

## Preparazione
- Si versa la pastella nei testi di ghisa, precedentemente lasciati arroventarsi sulla fiamma viva e poi chiusi dal "soprano": quando la cottura ha raggiunto il livello desiderato, si toglie il testarolo dal "sottano"
- L'antica ricetta prevede di tagliarlo a losanghe di circa 5 cm di lato, portando nel mentre ad ebollizione una pentola d'acqua salata; una volta che l'acqua bolle, si spegne il fuoco e si inseriscono i testaroli tagliati per farli rinvenire per un minuto circa
- In epoca moderna si è imposto il pesto alla genovese come condimento principe per il testarolo.

Una delle storie nel libro Novelle di Valdimagra di Pietro Ferrari, ha come oggetto proprio la ricetta dei testaroli.

## Presidio Slow Food
Il testarolo è un presidio Slow Food e ha una precisa ricetta depositata ma spesso viene ancora confuso con i simili ma non uguali Panigacci. Si possono condire secondo la ricetta Slow Food che prevede un "pesto povero" fatto da parmigiano reggiano invecchiato 24 mesi inverdito da un trito di basilico, si cospargono i testaroli con questo "misto" e solo dopo si aggiunge un buon olio extravergine di oliva.

## La variante fosdinovese e della Val di Magra
Il testarolo fatto a Fosdinovo e nel suo Comune si differenzia da quello lunigianese per le più piccole dimensioni (15-20 cm di diametro contro i 40 cm di quelli pontremolesi), la diversa preparazione (si prepara una pastella abbastanza fluida fatta di acqua, sale e farina che poi si versa su un testo in metallo o in terracotta scaldato; in pochi minuti è cotto e pronto per essere mangiato) e perché non viene tagliato, condito e servito in un piatto ma viene farcito con olio d'oliva, pesto, pecorino grattugiato, sugo di funghi, salumi, stracchino o altro (anche ingredienti dolci come la Nutella), arrotolato su se stesso e mangiato a mo' di panino. Tipico anche di alcuni Comuni della Val di Magra, in particolare Castelnuovo Magra e Sarzana.